# 1580
Portal Geschichte | Portal Biografien | Aktuelle Ereignisse | Jahreskalender | Tagesartikel

◄ |
15. Jahrhundert |
16. Jahrhundert
| 17. Jahrhundert | ►

◄ |
1550er |
1560er |
1570er |
1580er
| 1590er | 1600er | 1610er | ►

◄◄ |
◄ |
1576 |
1577 |
1578 |
1579 |
1580
| 1581 | 1582 | 1583 | 1584 | ► | ►►
Staatsoberhäupter  · Nekrolog   · Musikjahr
| Januar | Januar | Januar | Januar | Januar | Januar | Januar | Januar |
| Kw     | Mo     | Di     | Mi     | Do     | Fr     | Sa     | So     |
| ------ | ------ | ------ | ------ | ------ | ------ | ------ | ------ |
| 53     |        |        |        |        | 1      | 2      | 3      |
| 1      | 4      | 5      | 6      | 7      | 8      | 9      | 10     |
| 2      | 11     | 12     | 13     | 14     | 15     | 16     | 17     |
| 3      | 18     | 19     | 20     | 21     | 22     | 23     | 24     |
| 4      | 25     | 26     | 27     | 28     | 29     | 30     | 31     |

| Februar | Februar | Februar | Februar | Februar | Februar | Februar | Februar |
| Kw      | Mo      | Di      | Mi      | Do      | Fr      | Sa      | So      |
| ------- | ------- | ------- | ------- | ------- | ------- | ------- | ------- |
| 5       | 1       | 2       | 3       | 4       | 5       | 6       | 7       |
| 6       | 8       | 9       | 10      | 11      | 12      | 13      | 14      |
| 7       | 15      | 16      | 17      | 18      | 19      | 20      | 21      |
| 8       | 22      | 23      | 24      | 25      | 26      | 27      | 28      |
| 9       | 29      |         |         |         |         |         |         |

| März | März | März | März | März | März | März | März |
| Kw   | Mo   | Di   | Mi   | Do   | Fr   | Sa   | So   |
| ---- | ---- | ---- | ---- | ---- | ---- | ---- | ---- |
| 9    |      | 1    | 2    | 3    | 4    | 5    | 6    |
| 10   | 7    | 8    | 9    | 10   | 11   | 12   | 13   |
| 11   | 14   | 15   | 16   | 17   | 18   | 19   | 20   |
| 12   | 21   | 22   | 23   | 24   | 25   | 26   | 27   |
| 13   | 28   | 29   | 30   | 31   |      |      |      |

| April | April | April | April | April | April | April | April |
| Kw    | Mo    | Di    | Mi    | Do    | Fr    | Sa    | So    |
| ----- | ----- | ----- | ----- | ----- | ----- | ----- | ----- |
| 13    |       |       |       |       | 1     | 2     | 3     |
| 14    | 4     | 5     | 6     | 7     | 8     | 9     | 10    |
| 15    | 11    | 12    | 13    | 14    | 15    | 16    | 17    |
| 16    | 18    | 19    | 20    | 21    | 22    | 23    | 24    |
| 17    | 25    | 26    | 27    | 28    | 29    | 30    |       |

| Mai | Mai | Mai | Mai | Mai | Mai | Mai | Mai |
| Kw  | Mo  | Di  | Mi  | Do  | Fr  | Sa  | So  |
| --- | --- | --- | --- | --- | --- | --- | --- |
| 17  |     |     |     |     |     |     | 1   |
| 18  | 2   | 3   | 4   | 5   | 6   | 7   | 8   |
| 19  | 9   | 10  | 11  | 12  | 13  | 14  | 15  |
| 20  | 16  | 17  | 18  | 19  | 20  | 21  | 22  |
| 21  | 23  | 24  | 25  | 26  | 27  | 28  | 29  |
| 22  | 30  | 31  |     |     |     |     |     |

| Juni | Juni | Juni | Juni | Juni | Juni | Juni | Juni |
| Kw   | Mo   | Di   | Mi   | Do   | Fr   | Sa   | So   |
| ---- | ---- | ---- | ---- | ---- | ---- | ---- | ---- |
| 22   |      |      | 1    | 2    | 3    | 4    | 5    |
| 23   | 6    | 7    | 8    | 9    | 10   | 11   | 12   |
| 24   | 13   | 14   | 15   | 16   | 17   | 18   | 19   |
| 25   | 20   | 21   | 22   | 23   | 24   | 25   | 26   |
| 26   | 27   | 28   | 29   | 30   |      |      |      |

| Juli | Juli | Juli | Juli | Juli | Juli | Juli | Juli |
| Kw   | Mo   | Di   | Mi   | Do   | Fr   | Sa   | So   |
| ---- | ---- | ---- | ---- | ---- | ---- | ---- | ---- |
| 26   |      |      |      |      | 1    | 2    | 3    |
| 27   | 4    | 5    | 6    | 7    | 8    | 9    | 10   |
| 28   | 11   | 12   | 13   | 14   | 15   | 16   | 17   |
| 29   | 18   | 19   | 20   | 21   | 22   | 23   | 24   |
| 30   | 25   | 26   | 27   | 28   | 29   | 30   | 31   |

| August | August | August | August | August | August | August | August |
| Kw     | Mo     | Di     | Mi     | Do     | Fr     | Sa     | So     |
| ------ | ------ | ------ | ------ | ------ | ------ | ------ | ------ |
| 31     | 1      | 2      | 3      | 4      | 5      | 6      | 7      |
| 32     | 8      | 9      | 10     | 11     | 12     | 13     | 14     |
| 33     | 15     | 16     | 17     | 18     | 19     | 20     | 21     |
| 34     | 22     | 23     | 24     | 25     | 26     | 27     | 28     |
| 35     | 29     | 30     | 31     |        |        |        |        |

| September | September | September | September | September | September | September | September |
| Kw        | Mo        | Di        | Mi        | Do        | Fr        | Sa        | So        |
| --------- | --------- | --------- | --------- | --------- | --------- | --------- | --------- |
| 35        |           |           |           | 1         | 2         | 3         | 4         |
| 36        | 5         | 6         | 7         | 8         | 9         | 10        | 11        |
| 37        | 12        | 13        | 14        | 15        | 16        | 17        | 18        |
| 38        | 19        | 20        | 21        | 22        | 23        | 24        | 25        |
| 39        | 26        | 27        | 28        | 29        | 30        |           |           |

| Oktober | Oktober | Oktober | Oktober | Oktober | Oktober | Oktober | Oktober |
| Kw      | Mo      | Di      | Mi      | Do      | Fr      | Sa      | So      |
| ------- | ------- | ------- | ------- | ------- | ------- | ------- | ------- |
| 39      |         |         |         |         |         | 1       | 2       |
| 40      | 3       | 4       | 5       | 6       | 7       | 8       | 9       |
| 41      | 10      | 11      | 12      | 13      | 14      | 15      | 16      |
| 42      | 17      | 18      | 19      | 20      | 21      | 22      | 23      |
| 43      | 24      | 25      | 26      | 27      | 28      | 29      | 30      |
| 44      | 31      |         |         |         |         |         |         |

| November | November | November | November | November | November | November | November |
| Kw       | Mo       | Di       | Mi       | Do       | Fr       | Sa       | So       |
| -------- | -------- | -------- | -------- | -------- | -------- | -------- | -------- |
| 44       |          | 1        | 2        | 3        | 4        | 5        | 6        |
| 45       | 7        | 8        | 9        | 10       | 11       | 12       | 13       |
| 46       | 14       | 15       | 16       | 17       | 18       | 19       | 20       |
| 47       | 21       | 22       | 23       | 24       | 25       | 26       | 27       |
| 48       | 28       | 29       | 30       |          |          |          |          |

| Dezember | Dezember | Dezember | Dezember | Dezember | Dezember | Dezember | Dezember |
| Kw       | Mo       | Di       | Mi       | Do       | Fr       | Sa       | So       |
| -------- | -------- | -------- | -------- | -------- | -------- | -------- | -------- |
| 48       |          |          |          | 1        | 2        | 3        | 4        |
| 49       | 5        | 6        | 7        | 8        | 9        | 10       | 11       |
| 50       | 12       | 13       | 14       | 15       | 16       | 17       | 18       |
| 51       | 19       | 20       | 21       | 22       | 23       | 24       | 25       |
| 52       | 26       | 27       | 28       | 29       | 30       | 31       |          |

| Januar | Januar | Januar | Januar | Januar | Januar | Januar | Januar |
| Kw     | Mo     | Di     | Mi     | Do     | Fr     | Sa     | So     |
| ------ | ------ | ------ | ------ | ------ | ------ | ------ | ------ |
| 53     |        |        |        |        | 1      | 2      | 3      |
| 1      | 4      | 5      | 6      | 7      | 8      | 9      | 10     |
| 2      | 11     | 12     | 13     | 14     | 15     | 16     | 17     |
| 3      | 18     | 19     | 20     | 21     | 22     | 23     | 24     |
| 4      | 25     | 26     | 27     | 28     | 29     | 30     | 31     |

| Februar | Februar | Februar | Februar | Februar | Februar | Februar | Februar |
| Kw      | Mo      | Di      | Mi      | Do      | Fr      | Sa      | So      |
| ------- | ------- | ------- | ------- | ------- | ------- | ------- | ------- |
| 5       | 1       | 2       | 3       | 4       | 5       | 6       | 7       |
| 6       | 8       | 9       | 10      | 11      | 12      | 13      | 14      |
| 7       | 15      | 16      | 17      | 18      | 19      | 20      | 21      |
| 8       | 22      | 23      | 24      | 25      | 26      | 27      | 28      |
| 9       | 29      |         |         |         |         |         |         |

| März | März | März | März | März | März | März | März |
| Kw   | Mo   | Di   | Mi   | Do   | Fr   | Sa   | So   |
| ---- | ---- | ---- | ---- | ---- | ---- | ---- | ---- |
| 9    |      | 1    | 2    | 3    | 4    | 5    | 6    |
| 10   | 7    | 8    | 9    | 10   | 11   | 12   | 13   |
| 11   | 14   | 15   | 16   | 17   | 18   | 19   | 20   |
| 12   | 21   | 22   | 23   | 24   | 25   | 26   | 27   |
| 13   | 28   | 29   | 30   | 31   |      |      |      |

| April | April | April | April | April | April | April | April |
| Kw    | Mo    | Di    | Mi    | Do    | Fr    | Sa    | So    |
| ----- | ----- | ----- | ----- | ----- | ----- | ----- | ----- |
| 13    |       |       |       |       | 1     | 2     | 3     |
| 14    | 4     | 5     | 6     | 7     | 8     | 9     | 10    |
| 15    | 11    | 12    | 13    | 14    | 15    | 16    | 17    |
| 16    | 18    | 19    | 20    | 21    | 22    | 23    | 24    |
| 17    | 25    | 26    | 27    | 28    | 29    | 30    |       |

| Mai | Mai | Mai | Mai | Mai | Mai | Mai | Mai |
| Kw  | Mo  | Di  | Mi  | Do  | Fr  | Sa  | So  |
| --- | --- | --- | --- | --- | --- | --- | --- |
| 17  |     |     |     |     |     |     | 1   |
| 18  | 2   | 3   | 4   | 5   | 6   | 7   | 8   |
| 19  | 9   | 10  | 11  | 12  | 13  | 14  | 15  |
| 20  | 16  | 17  | 18  | 19  | 20  | 21  | 22  |
| 21  | 23  | 24  | 25  | 26  | 27  | 28  | 29  |
| 22  | 30  | 31  |     |     |     |     |     |

| Juni | Juni | Juni | Juni | Juni | Juni | Juni | Juni |
| Kw   | Mo   | Di   | Mi   | Do   | Fr   | Sa   | So   |
| ---- | ---- | ---- | ---- | ---- | ---- | ---- | ---- |
| 22   |      |      | 1    | 2    | 3    | 4    | 5    |
| 23   | 6    | 7    | 8    | 9    | 10   | 11   | 12   |
| 24   | 13   | 14   | 15   | 16   | 17   | 18   | 19   |
| 25   | 20   | 21   | 22   | 23   | 24   | 25   | 26   |
| 26   | 27   | 28   | 29   | 30   |      |      |      |

| Juli | Juli | Juli | Juli | Juli | Juli | Juli | Juli |
| Kw   | Mo   | Di   | Mi   | Do   | Fr   | Sa   | So   |
| ---- | ---- | ---- | ---- | ---- | ---- | ---- | ---- |
| 26   |      |      |      |      | 1    | 2    | 3    |
| 27   | 4    | 5    | 6    | 7    | 8    | 9    | 10   |
| 28   | 11   | 12   | 13   | 14   | 15   | 16   | 17   |
| 29   | 18   | 19   | 20   | 21   | 22   | 23   | 24   |
| 30   | 25   | 26   | 27   | 28   | 29   | 30   | 31   |

| August | August | August | August | August | August | August | August |
| Kw     | Mo     | Di     | Mi     | Do     | Fr     | Sa     | So     |
| ------ | ------ | ------ | ------ | ------ | ------ | ------ | ------ |
| 31     | 1      | 2      | 3      | 4      | 5      | 6      | 7      |
| 32     | 8      | 9      | 10     | 11     | 12     | 13     | 14     |
| 33     | 15     | 16     | 17     | 18     | 19     | 20     | 21     |
| 34     | 22     | 23     | 24     | 25     | 26     | 27     | 28     |
| 35     | 29     | 30     | 31     |        |        |        |        |

| September | September | September | September | September | September | September | September |
| Kw        | Mo        | Di        | Mi        | Do        | Fr        | Sa        | So        |
| --------- | --------- | --------- | --------- | --------- | --------- | --------- | --------- |
| 35        |           |           |           | 1         | 2         | 3         | 4         |
| 36        | 5         | 6         | 7         | 8         | 9         | 10        | 11        |
| 37        | 12        | 13        | 14        | 15        | 16        | 17        | 18        |
| 38        | 19        | 20        | 21        | 22        | 23        | 24        | 25        |
| 39        | 26        | 27        | 28        | 29        | 30        |           |           |

| Oktober | Oktober | Oktober | Oktober | Oktober | Oktober | Oktober | Oktober |
| Kw      | Mo      | Di      | Mi      | Do      | Fr      | Sa      | So      |
| ------- | ------- | ------- | ------- | ------- | ------- | ------- | ------- |
| 39      |         |         |         |         |         | 1       | 2       |
| 40      | 3       | 4       | 5       | 6       | 7       | 8       | 9       |
| 41      | 10      | 11      | 12      | 13      | 14      | 15      | 16      |
| 42      | 17      | 18      | 19      | 20      | 21      | 22      | 23      |
| 43      | 24      | 25      | 26      | 27      | 28      | 29      | 30      |
| 44      | 31      |         |         |         |         |         |         |

| November | November | November | November | November | November | November | November |
| Kw       | Mo       | Di       | Mi       | Do       | Fr       | Sa       | So       |
| -------- | -------- | -------- | -------- | -------- | -------- | -------- | -------- |
| 44       |          | 1        | 2        | 3        | 4        | 5        | 6        |
| 45       | 7        | 8        | 9        | 10       | 11       | 12       | 13       |
| 46       | 14       | 15       | 16       | 17       | 18       | 19       | 20       |
| 47       | 21       | 22       | 23       | 24       | 25       | 26       | 27       |
| 48       | 28       | 29       | 30       |          |          |          |          |

| Dezember | Dezember | Dezember | Dezember | Dezember | Dezember | Dezember | Dezember |
| Kw       | Mo       | Di       | Mi       | Do       | Fr       | Sa       | So       |
| -------- | -------- | -------- | -------- | -------- | -------- | -------- | -------- |
| 48       |          |          |          | 1        | 2        | 3        | 4        |
| 49       | 5        | 6        | 7        | 8        | 9        | 10       | 11       |
| 50       | 12       | 13       | 14       | 15       | 16       | 17       | 18       |
| 51       | 19       | 20       | 21       | 22       | 23       | 24       | 25       |
| 52       | 26       | 27       | 28       | 29       | 30       | 31       |          |

## Ereignisse

### Politik und Weltgeschehen

#### Spanien / Portugal
- 31. Januar: In Portugal stirbt mit dem Tod des kinderlosen Königs Heinrich I. das Haus Avis, die portugiesische Königsdynastie, aus.

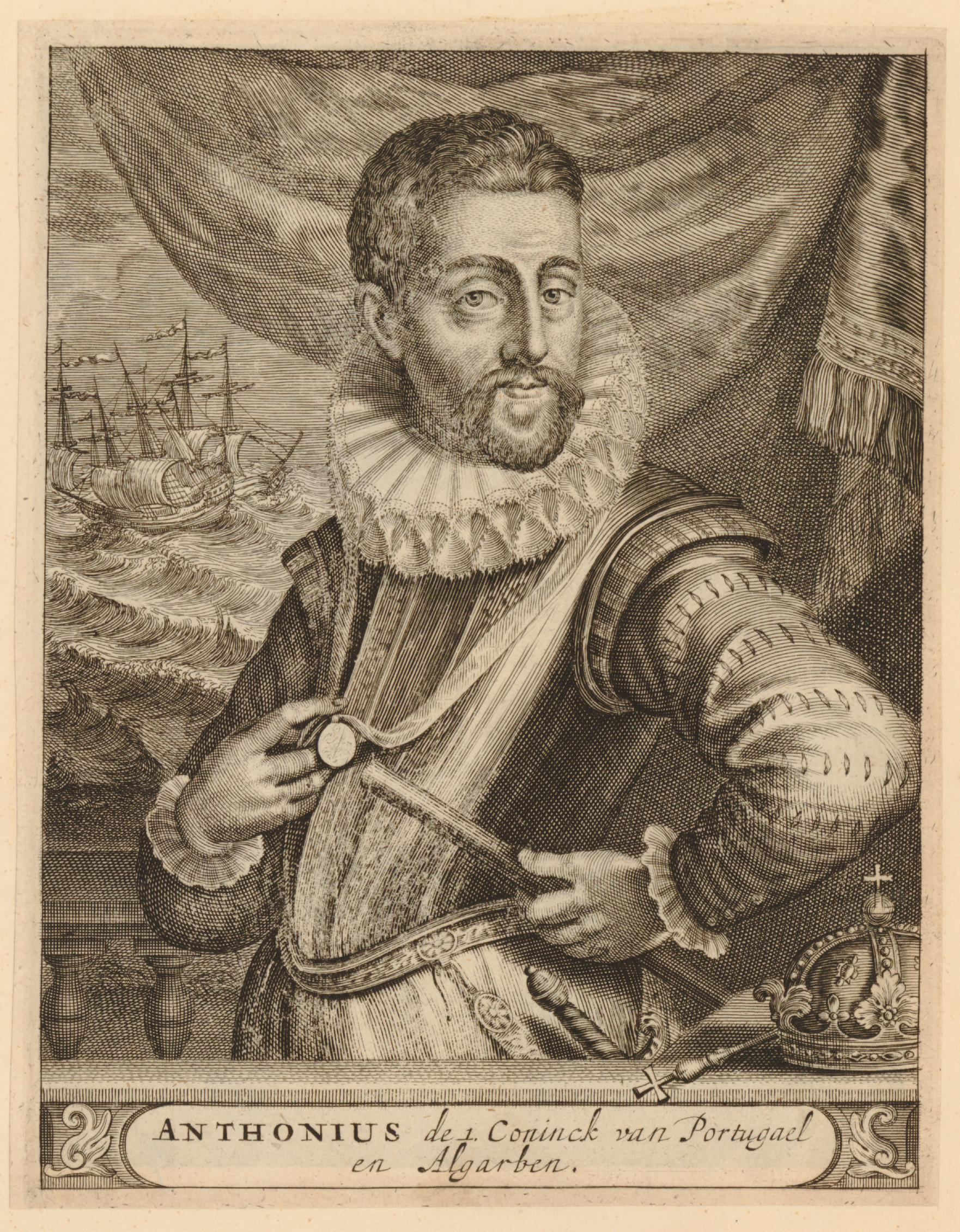
Antonio von Crato

- 24. Juli: António von Crato, ein außereheliches Mitglied des Königshauses, ruft sich selbst zum König von Portugal aus. Seinen Thronanspruch kann er aber gegen die in Spanien regierenden Habsburger, die über die weibliche Linie mehrfache verwandtschaftliche Bindungen an das Haus Avis haben, und die von Heinrich testamentarisch als Erben festgesetzt worden sind, nicht durchsetzen. Der spanische König Philipp II. entsendet eine Streitmacht unter Fernando Álvarez de Toledo, Herzog von Alba.

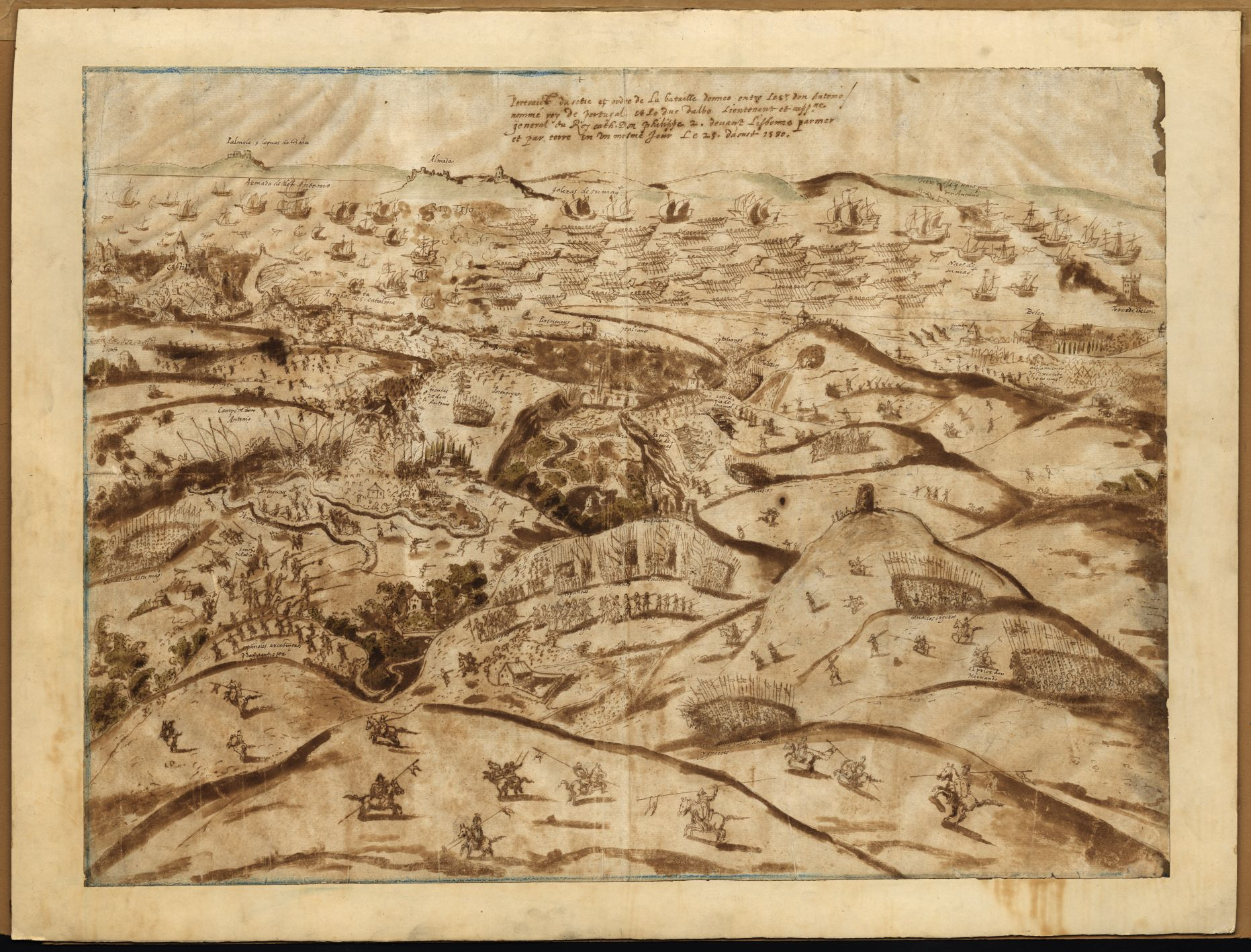
Schlacht von Alcântara

Das Reich Philipps II. 1580 in Europa und Nordafrika

- 25. August: Nach der siegreichen Schlacht von Alcántara erobert der Herzog von Alba Portugal und vereint es mit Spanien. Damit beginnt die bis 1640 dauernde Personalunion zwischen Spanien und Portugal. Philipp II. von Spanien wird als Philipp I. auch König von Portugal. António von Crato muss ins französische Exil fliehen, wobei er die portugiesischen Kronjuwelen mitnimmt. Frankreich, der traditionelle Feind der Habsburger, nimmt Antonio zwar freundlich auf, unterstützte seine politischen Ambitionen aber letztendlich nicht. Nur die Azoren bleiben vorläufig außerhalb des Machtbereichs Philipps II. und stehen weiterhin zu António. Auf der Flucht vor Mördern, die Philipp II. auf ihn angesetzt hat, wechselt er mehrfach seinen Zufluchtsort und gelangt schließlich nach England.

#### Irland / England

Karte der Lage von Carrigafoyle Castle

- Ostern: Zweite Desmond-Rebellion in Irland:
  - Schlacht von Glenmalure: Eine irische katholische Truppe, die aus Mitgliedern verschiedener gälischer Clans aus den Wicklow Mountains besteht, schlägt bei der Befestigung des O’Byrne Clans in Tal Glenmalure eine englische Armee.
  - Belagerung von Carrigafoyle Castle am Ufer des Flusses Shannon: Nach zweitägiger Belagerung erobern die Engländer die von den Anhängern des Earl of Desmond gehaltene Burg.
- 26. September: Francis Drake beendet nach 1.018 Tagen die erste Weltumseglung eines Engländers und landet in Plymouth.

#### Weitere Ereignisse in Europa
- 30. August: Karl Emanuel I. wird Herzog von Savoyen. Er wird diese Herrschaft bis 1630 innehaben.
- 26. November: In Frankreich endet der Siebte Hugenottenkrieg mit dem Frieden von Le Fleix. Dieser bestätigt Vereinbarungen zweier vorhergehender Friedensschlüsse im Glaubenskampf der Protestanten.

#### Amerika

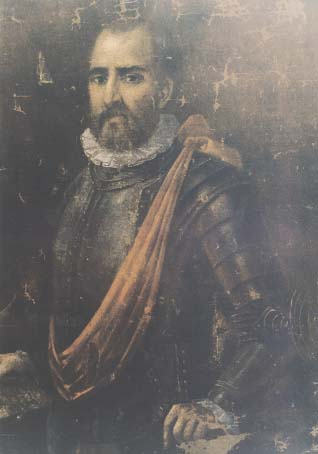
Juan de Garay, Wiederbegründer von Buenos Aires

- Die Ciudad de la Santísima Trinidad y Puerto Santa María de los Buenos Aires, heute bekannt als Buenos Aires, wird von Juan de Garay zum zweiten Mal gegründet, nachdem die 1536 errichtete erste Siedlung an dem Standort bereits nach fünf Jahren wieder aufgegeben werden musste.

#### Ersturkundliche Erwähnungen
- Surava wird erstmals urkundlich erwähnt.

### Wirtschaft
- Das Gansbräu in der Oberpfalz wird gegründet.
- Das Kalt-Loch-Bräu in Unterfranken wird gegründet.
- Der Elsterfloßgraben in Sachsen zum Flößen von Holz für Salinen wird fertiggestellt.

### Kultur

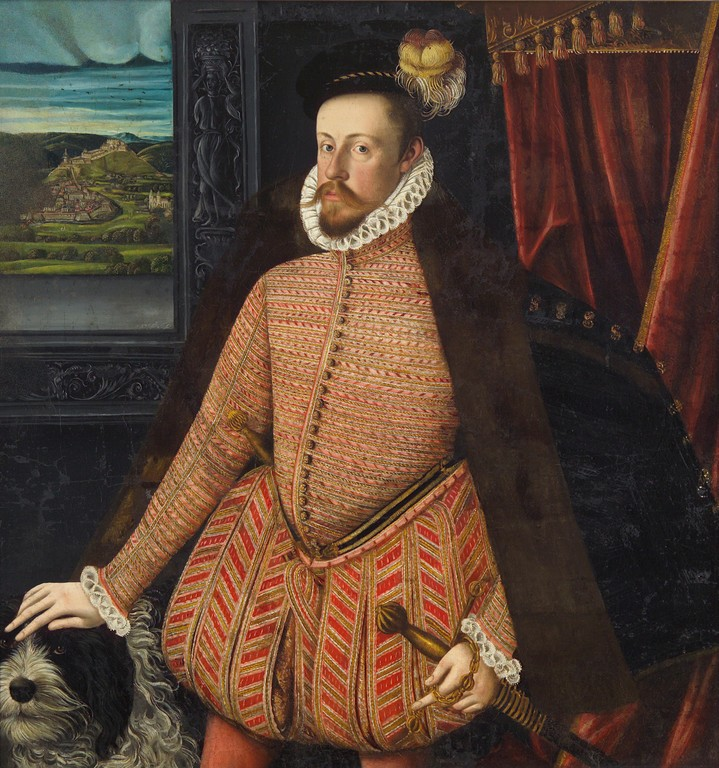
Erzherzog Karl II.

- Erzherzog Karl gründet in Lipica ein Pferdegestüt, den Ursprung der späteren Lipizzanerzucht.
- Michel de Montaigne, Begründer der Essayistik, veröffentlicht seine Essais (Essais de messire Michel).
- Die Stadt Zamość, deren Altstadt seit 1992 zum UNESCO-Welterbe zählt, wird als Residenz der Adelsfamilie Zamoyski von Jan Zamoyski gegründet.

### Religion

#### Christentum

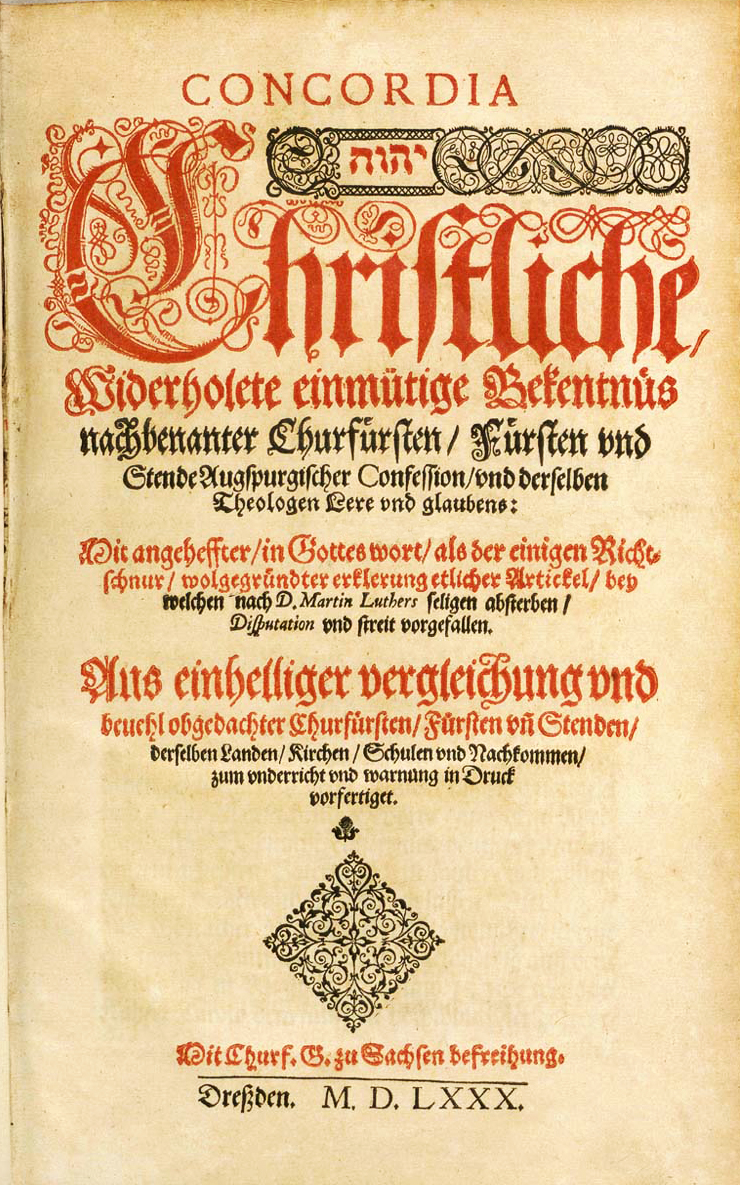
Titelseite des Konkordienbuchs 1580

- 25. Juni: Das Konkordienbuch, eine vollständige Sammlung der sogenannten symbolischen Bücher der lutherischen Kirche, wird in deutscher Sprache veröffentlicht. Es enthält neben den drei Glaubensbekenntnissen (ökumenische Symbole) die sogenannten lutherischen Partikular-Symbole, die Confessio Augustana, deren Apologie, die Schmalkaldischen Artikel mit dem Anhang Philipp Melanchthon von der Gewalt und Obrigkeit des Papstes sowie den Kleinen und den Großen Katechismus Martin Luthers mit Anhängen und die Konkordienformel.
- Das Thomas-Kolleg, Vorgänger der Päpstlichen Universität Heiliger Thomas von Aquin, wird gegründet.
- Peter Binsfeld wird in Trier zum Weihbischof ernannt, ein Amt, das er bis zu seinem Tod 1598 innehat. In dieser Zeit kommt es zu den schlimmsten Hexenverfolgungen im Kurfürstentum Trier.

#### Buddhismus
- Die Chronik des Pema Karpo, ein Werk der tibetischen historiographischen Chöchung-Gattung von Pema Karpo wird fertiggestellt. Das Werk enthält biographisches Material aus der Periode der Späteren Verbreitung der Lehre des Buddhismus.
- Der 3. Dalai Lama Sönam Gyatsho gründet das Lithang-Kloster.

## Geboren

### Erstes Halbjahr
- 12. Januar: Johan Baptista van Helmont, Arzt und Chemiker († 1644)
- 30. Januar: Gundaker von Liechtenstein, österreichischer Adeliger und Obersthofmeister in habsburgischen Diensten († 1658)

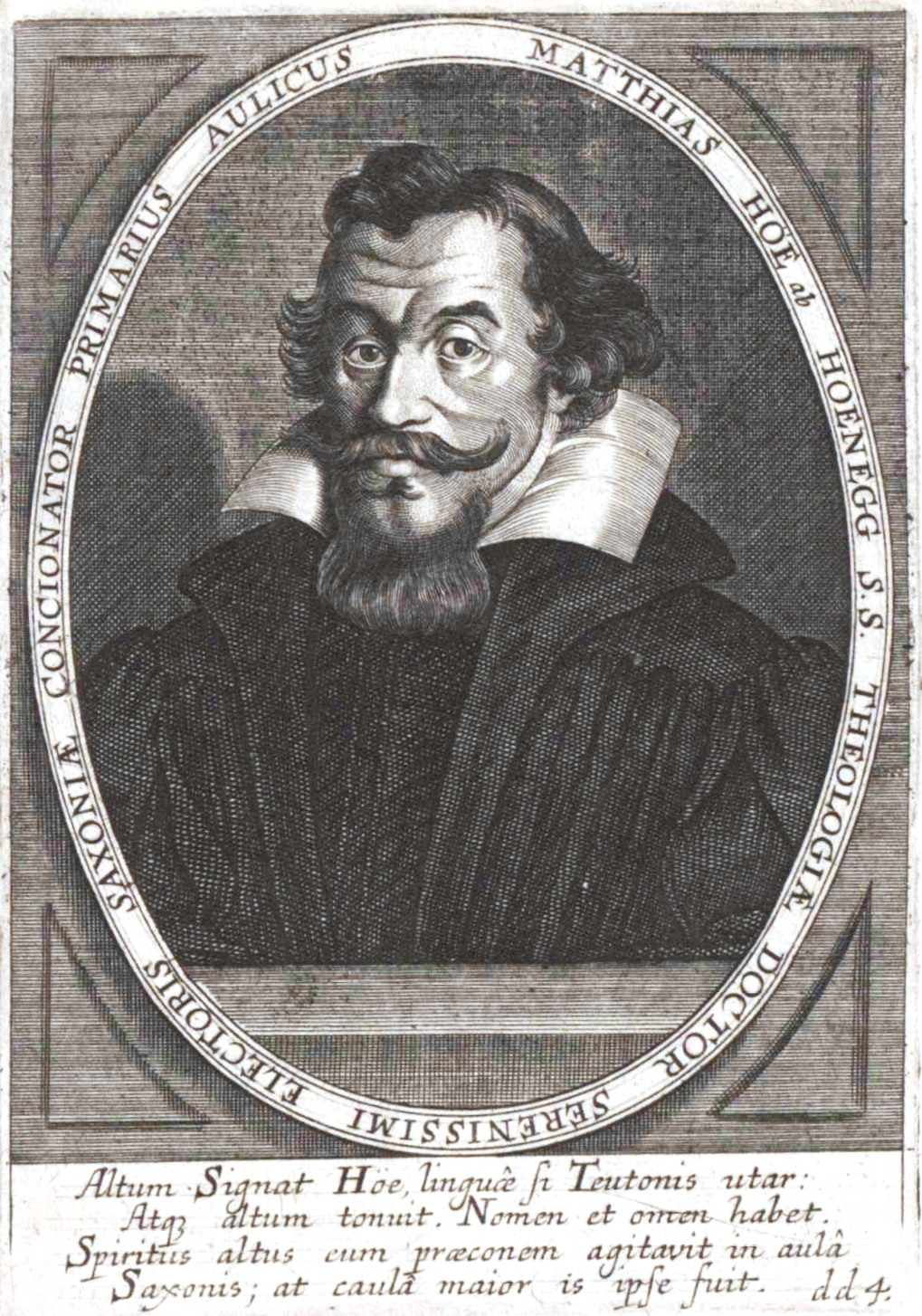
Matthias Hoë von Hoënegg

- 02. Februar: Maximilian von Pappenheim, Landgraf von Stühlingen und Reichserbmarschall († 1639)
- 16. Februar: August Friedrich, Markgraf von Brandenburg († 1601)
- 24. Februar: Matthias Hoë von Hoënegg, deutscher lutherischer Theologe († 1645)
- 31. März: Bogislaw XIV., letzter Herzog von Pommern († 1637)
- 08. April: Augusta, Herzogin von Schleswig-Holstein-Gottorf († 1639)
- 08. April: William Herbert, 3. Earl of Pembroke, englischer Adliger († 1630)
- 18. April: Pedro de Orrente, spanischer Maler († 1645)
- 06. Mai: Carlo I. Gonzaga, Herzog von Nevers und Rethel († 1637)
- 08. Mai: Johann Zechendorf, deutscher Philologe und Pädagoge († 1662)
- 30. Mai: Fadrique Álvarez de Toledo y Mendoza, spanischer Admiral († 1634)
- 09. Juni: Daniel Heinsius, Gelehrter der niederländischen Renaissance († 1655)
- 12. Juni: Adriaen van Stalbemt, flämischer Maler, Zeichner und Radierer († 1662)
- 17. Juni: Jakob Amport, Schweizer evangelischer Theologe und Rektor einer Universität († 1636)

### Zweites Halbjahr
- 05. Juli: Carlo Contarini, 100. Doge von Venedig († 1656)
- 29. Juli: Francesco Mochi, italienischer Bildhauer und Medailleur († 1654)
- 03. August: Johannes Hildbrand, Bürgermeister von St. Gallen und Münzmeister († 1654)
- 08. August: Salomon Hirzel, Zürcher Politiker, Bürgermeister und Diplomat († 1652)
- 09. August: Peter Theodoricus auch: Dietrich, Thiederich, deutscher Rechtswissenschaftler († 1640)
- 23. August: Michael Kern, deutscher Bildhauer († 1649)
- 14. September: Francisco de Quevedo, spanischer Schriftsteller und Satiriker († 1645)
- 17. September: Charlotte Brabantina von Oranien-Nassau, Herzogin von Thouars († 1631)
- 28. September: Matthäus Bacmeister, deutscher Mediziner († 1626)
- 19. Oktober: Heinrich Eckhard, deutscher lutherischer Theologe († 1624)
- 20. Oktober: Peter Crüger, deutscher Philologe, Astronom und Mathematiker († 1639)
- 02. November: Marco Aurelio Severino, italienischer Anatom und Chirurg († 1656)
- 15. November: Willem Jacobszoon Delff, holländischer Kupferstecher und Maler († 1638)
- 21. Dezember: Johann George Besold, deutscher Jurist und Privatrechtler († 1625)

### Genaues Geburtsdatum unbekannt
- Antonio Freire de Andrade, portugiesischer Jesuit, Missionar und Forschungsreisender († 1634)
- Thomas Ford, englischer Komponist, Lautenist, Gambist und Dichter († 1648)
- Paul Widerkehr, Schweizer Künstler der Spätrenaissance († 1649)
- Robert Johnson, englischer Komponist und Lautenist († 1633)
- Stephan von Seiboldsdorf, Fürstbischof von Freising († 1618)
- Ling Mengchu, chinesischer Dichter der Ming-Dynastie, der vor allem für seine Novellen bekannt wurde († 1644)

### Geboren um 1580
- Alexander Leslie, 1. Earl of Leven, schottischer Soldat († 1661)
- Agostino Tassi, italienischer Maler und Vergewaltiger († 1644)

## Gestorben

### Erstes Halbjahr
- 25. Januar: Willibald Imhoff, Nürnberger Patrizier, Kunstsammler, Kaufmann und Bankier (* 1519)
- 31. Januar: Heinrich I. („der Kardinalkönig“), König von Portugal, der letzte König aus dem Hause Avis (* 1512)
- 4. Februar: Philipp Ludwig I., Graf von Hanau-Münzenberg (* 1553)
- 25. Februar: Rodrigo de Quiroga López de Ulloa, spanischer Konquistador und Gouverneur von Chile (* 1512)
- 25. Februar: Marx Weiß, deutscher Maler der Spätgotik (* vor 1518)
- 26. Februar: Hieronymus Lüneburg, Bürgermeister der Hansestadt Lübeck (* vor 1523)
- 24. April: Philippine Welser, Augsburger Patriziertochter, Ehefrau von Erzherzog Ferdinand II. von Tirol (* 1527)
- 03. Mai: Thomas Tusser, englischer Dichter (* 1524)
- 21. Mai: John Thynne, englischer Adliger und Politiker
- 10. Juni: Luís de Camões, portugiesischer Nationaldichter (* 1524)
- 10. Juni: Christoph Felgenhauer, Stammvater der Familie v. Felgenhauer (* 1519)
- 18. Juni: Juliana zu Stolberg, Stammmutter des Hauses Oranien (* 1506)
- 28. Juni: Heinrich Krechting, Führer der Täuferbewegung (* 1501)
- 000Juni: Hans Harrer, kursächsischer Rentkammermeister des Kurfürsten August, Großkaufmann und Industrieller (* um 1530)

### Zweites Halbjahr
- 22. Juli: Hieronymus Lotter, deutscher Baumeister der Renaissance (* um 1497)
- 01. August: Albrecht Giese, Danziger Ratsherr und Diplomat aus der berühmten Danziger Patrizier-Familie Giese (* 1524)
- 01. August: Everard Mercurian, 4. General der Societas Jesu (* 1514)
- 07. August: Lala Kara Mustafa Pascha, osmanischer Befehlshaber und Großwesir (* um 1500)

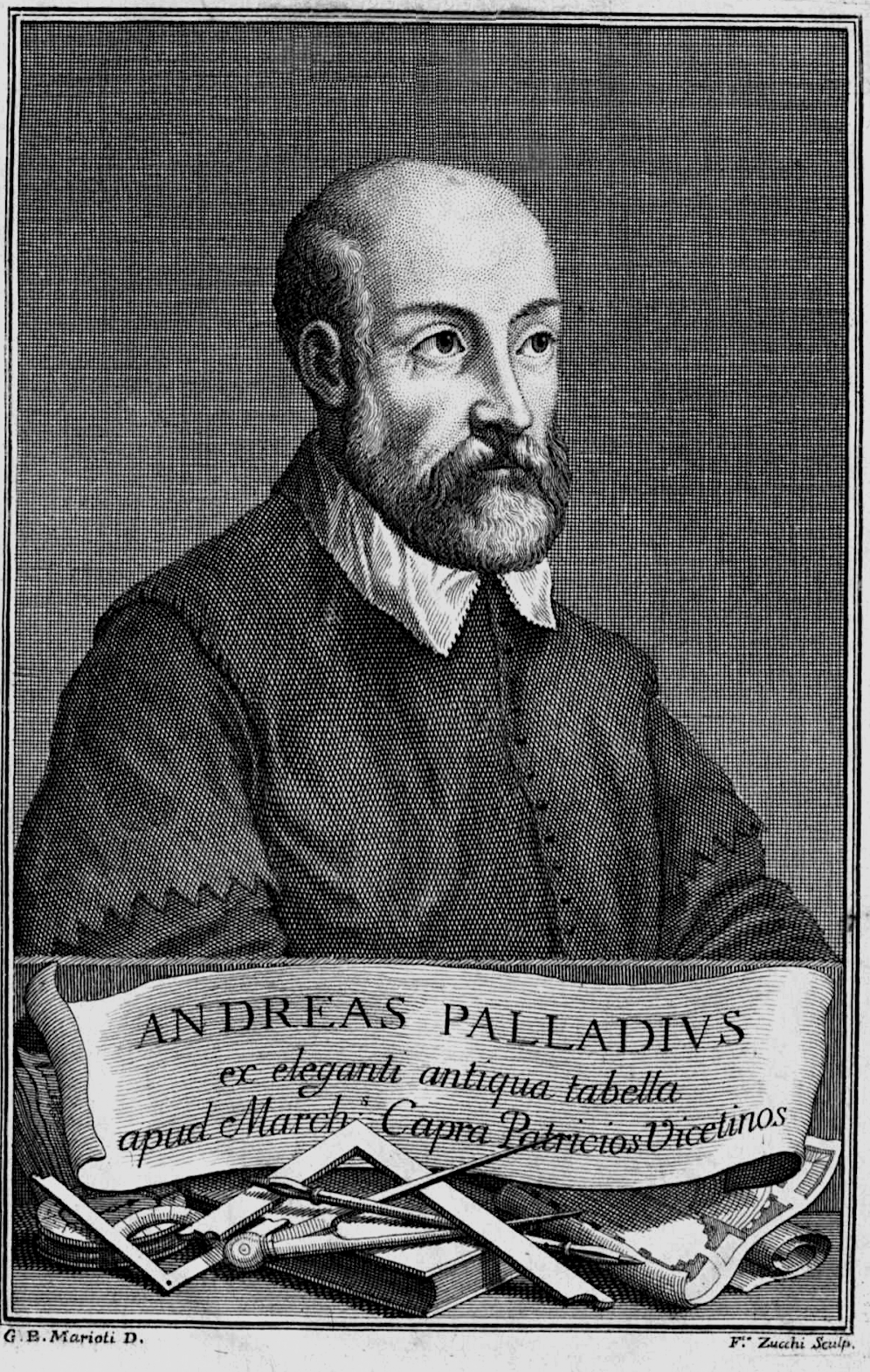
Andrea Palladio

- 19. August: Andrea Palladio, der bedeutendste Architekt des Manierismus in Oberitalien (* 1508)
- 28. August: Anton Brus von Müglitz, Bischof von Wien und Erzbischof von Prag (* 1518)
- 30. August: Emanuel Philibert, Herzog von Savoyen (* 1528)
- 07. September: Nikolaus von Dornspach, berühmter Bürgermeister von Zittau (* 1516)
- 19. September: Katherine Willoughby, 12. Baroness Willoughby de Eresby, englische Adelige (* 1519/1520)
- 20. September: Honorat II., Marquis de Villars, Marschall und Admiral von Frankreich (* 1511)
- 01. Oktober: Johann, Herzog von Schleswig-Holstein-Hadersleben (* 1521)
- 08. Oktober: Hieronymus Wolf, deutscher Humanist und Philologe (* 1516)
- 14. Oktober: Jos Murer, Schweizer Glasmaler, Kartograf und Dramatiker (* 1530)
- 26. Oktober: Anna von Österreich, Erzherzogin von Österreich, Königin von Spanien und Portugal (* 1549)
- 28. Oktober: Margarete von Braunschweig-Wolfenbüttel, Herzogin von Münsterberg, Oels und Bernstadt (* 1516/17)
- 01. Dezember: Giovanni Morone, italienischer katholischer Kardinal (* 1509)
- 04. Dezember: Georg Ilsung, schwäbischer Landvogt, Finanzmakler und Reichspfennigmeister (* um 1510)
- 22. Dezember: Giovanni Boccalini, italienischer Architekt (* um 1520)
- 29. Dezember: Bartolomé de Medina, spanischer Dominikaner und Moraltheologe (* 1527/28)

### Genaues Todesdatum unbekannt
- Hermann von Amelunxen, deutscher Drost und Pfandherr
- Giovanni Beccaria, Schweizer Lehrer und Reformator von Locarno, Misox und Bondo (* 1508 oder 1511)